# Nictibi cuallarg
El nictibi cuallarg (Nyctibius aethereus) és una espècie d'ocell de la família dels nictíbids (Nyctibiidae) que habita la selva humida de Colòmbia, sud-est de Veneçuela, Guyana, est de l'Equador i del Perú, oest i est del Brasil i nord-est del Paraguai.